# Noyers, Eure
 Noyers  là một xã thuộc tỉnh Eure trong vùng Normandie miền bắc nước Pháp.